# Terebellobranchia
Terebellobranchia är ett släkte av ringmaskar. Terebellobranchia ingår i familjen Terebellidae.
Kladogram enligt Catalogue of Life:
| Terebellobranchia | \| \| Terebellobranchia hugonis \| \| \| \| \| \| Terebellobranchia natalensis \| \| \| \| |
|                   | \| \| Terebellobranchia hugonis \| \| \| \| \| \| Terebellobranchia natalensis \| \| \| \| |
|                   | Terebellobranchia hugonis                                                                  |
|                   |                                                                                            |
|                   | Terebellobranchia natalensis                                                               |
|                   |                                                                                            |